# Халифаев, Али Славудинович
Али Славудинович Халифаев (1 февраля 1999, Махачкала, Дагестан, Россия) — российский тхэквондист, призёр чемпионата России. Мастер спорта России международного класса.

## Биография
Уроженец Махачкалы. Воспитанник дагестанской школы тхэквондо. Тренировался в Махачкале, в зале Дагестанского центра боевых искусств, является воспитанником Гусена Даидова. В ноябре 2018 года в Польше стал победителем юниорского чемпионата Европы. В декабре 2018 года в Рязани стал бронзовым призёром чемпионата России. В июле 2019 года на Первенстве России среди юниоров до 21 года в Набережных Челнах стал победителем.

## Достижения
- Чемпионат Европы по тхэквондо среди юниоров 2018 — ;
- Чемпионат России по тхэквондо 2018 — ;
- Чемпионат России по тхэквондо среди молодёжи 2019 — ;